# Toivo Salervo

Toivo Salervo.

Toivo August Salervo (till 1906 Salenius), född 17 januari 1888 i Kuopio, död 30 mars 1977 i Helsingfors, var en finländsk arkitekt. 
Salervo, som var son till ingenjör Johan August Salervo och Vilma Helena Österbladh, blev student 1906 och avlade arkitektexamen 1910. Han var lektor vid Jyväskylä seminarium 1913–1918 och verksam vid Skolstyrelsen 1918–1944. Han ritade där en rad skolbyggnader, till exempel Sauvosaari folkskola i Kemi, vilka är hans mest kända verk. Han var därefter verksam vid  Lantbruksstyrelsen 1944–1955.

## Bibliografi

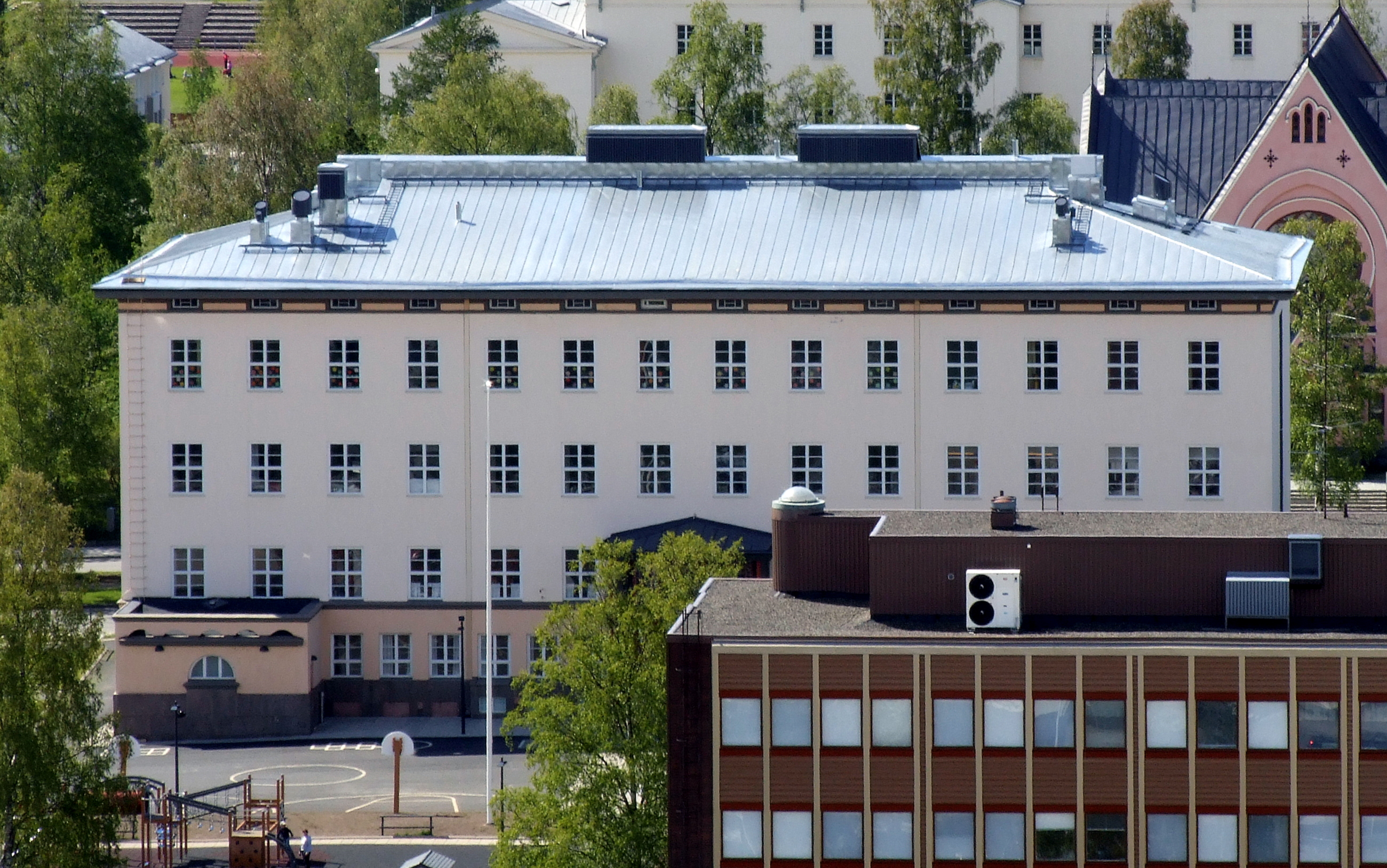
Sauvosaari folkskola i Kemi.